# ストロンチウム斜方ホアキン石
ストロンチウム斜方ホアキン石（ストロンチウムしゃほうホアキンせき、 Strontio-orthojoaquinite）は1974年に発表された日本産新鉱物で、新潟大学の岩石学者茅原一也などにより、新潟県の青海地区から発見された。「ストロンチオ斜方ホアキン石」、「ストロンチオ斜方ジョアキン石」とも表記する。
化学組成はSr2Ba2(Na,Fe2+)2Ti2Si8O24(O,OH)・H2Oで（ホアキン石グループの化学組成は、幾つかの異なる報告があるが、ここでは最近の研究例に従って表示した）、斜方晶系。発見地では苦土リーベック閃石曹長岩中に黄色の不定形、もしくは四角錐状の結晶として埋もれるように産出する。モース硬度は5.5。
ホアキン石(Joaquinite)グループに属し、ストロンチウムの卓越する種で、ストロンチオホアキン石(Strontiojoaquinite, 単斜晶系)の同質異像である。発見当時、発見者の茅原は発見論文では「ホアキン石類似鉱物」と報告したのみで、日本の文献では姫川の古名である奴奈川（ぬなかわ）の名に因んで「奴奈川石」（Nunakawaite）という和名で呼んでおり、日本ではこちらの名称の方が知られている。その後、カリフォルニア州サンベニト郡で1979年にストロンチオホアキン石とバリオ斜方ホアキン石（Bario-orthojoaquinite）が発見され、「奴奈川石」も組成から自動的に命名された。ただし、本種のストロンチウムとバリウムの配置と量比は不明であり、一つの結晶中に多形が存在するなど構造については未解明の部分が多い。